# Hipposideros pelingensis
Hipposideros pelingensis (Shamel, 1940) è un pipistrello della famiglia degli Ipposideridi diffuso a Sulawesi ed alcune isole vicine.

## Descrizione

### Dimensioni
Pipistrello di grandi dimensioni, con la lunghezza dell'avambraccio tra 93,4 e 96,9 mm e la lunghezza della tibia tra 39,9 e 40,9 mm.

### Aspetto
Il colore generale del corpo è marrone chiaro, con delle strisce indistinte giallo-brunastre chiare lungo i fianchi all'attaccatura delle ali. Le orecchie sono grandi, triangolari e con una concavità sul bordo posteriore appena sotto l'estremità appuntita. La foglia nasale presenta una porzione anteriore con tre fogliette supplementari su ogni lato, un setto nasale non rigonfio e con due alette intorno alle narici, una porzione intermedia con una piccola proiezione centrale, una porzione posteriore con il margine superiore semi-circolare e provvista di tre setti che la dividono in quattro celle. La coda è lunga e si estende leggermente oltre l'ampio uropatagio. 

### Ecolocazione
Emette ultrasuoni ad alto ciclo di lavoro sotto forma di impulsi a frequenza costante di 52–57 kHz.

## Biologia

### Comportamento
Si rifugia in colonie numerose tra qualche centinaio a qualche migliaio di individui all'interno di grotte carsiche.

### Alimentazione
Si nutre di insetti catturati frequentemente su terreni coltivati.

## Distribuzione e habitat
Questa specie è diffusa a Sulawesi e sulle isole vicine di Peleng, Buton, Kabaena, Wanglwangi, Kaledupa e Tomea.
Vive fino a 1.000 metri di altitudine.

## Conservazione
La IUCN Red List, sebbene sia localmente comune, la possibilità che il disturbo recato dall'uomo provochi un significativo declino nella popolazione nel prossimo futuro, classifica H.pelingensis come specie prossima alla minaccia di estinzione (Near Threatened).